# Kináz

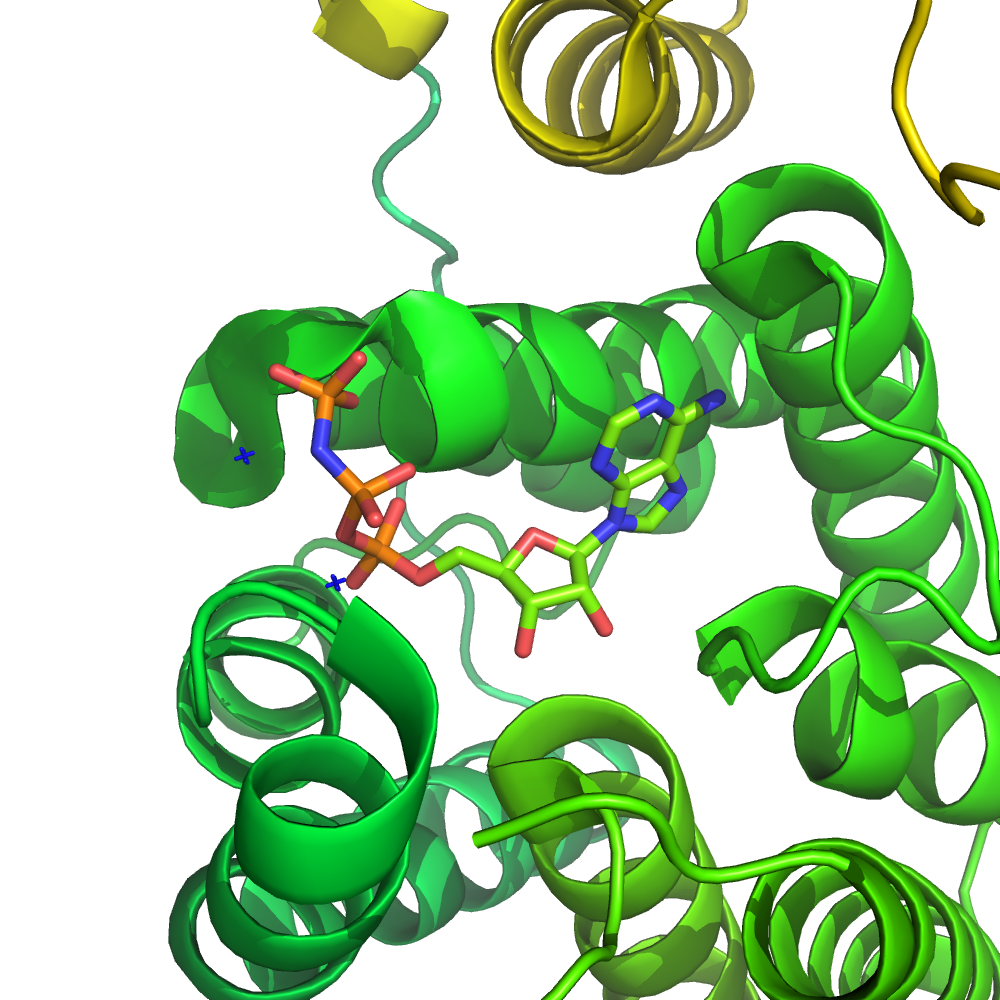
Komplexben lévő dihidroxi-aceton-kináz nem hidrolizálható ATP- analóggal (AMP-PNP). Koordinátái: PDB ID: 1UN9.

Biokémiában a kináz egy enzim, mely a foszfátcsoport átvitelét katalizálja egy magas energiaszintű, foszfátcsoport átadására képes molekuláról egy meghatározott szubsztrátra. Ez a folyamat a foszforiláció. Az átészteresítés során egy foszforilált szubsztrát és egy defoszforilált koenzim keletkezik, pl. ADP. Az ezzel ellentétes folyamatot defoszforilációnak nevezzük, ilyenkor a foszforilált szubsztrát elveszíti a foszfátcsoportját, átadva azt egy ADP molekulának (a szubsztrát tehát ekkor defoszforilált állapotba kerül, az ADP-ből pedig ATP keletkezik). A foszforiláció és defoszforilácó két egymással ellentétes folyamat, a glikolízisben is mindkettő megjelenik, a folyamatsorban összesen négy ilyen reakció figyelhető meg. A kinázok a foszfotranszferázok egy nagyobb családjába tartoznak. Nem összetévesztendőek a foszforilázokkal, amik szervetlen foszfátcsoport átadását katalizálják, sem a foszfatázokkal, melyek a foszfátcsoport eltávolításában vesznek részt. Az adott molekula foszforilációs állapota is (legyen az fehérje, lipid vagy szénhidrát) befolyásolja az enzim aktivitását, reakciókészségét és más molekulákhoz való kötődési képességét. Így a kinázok elengedhetetlen szerepet töltenek be a metabolizmusban, sejtszignalizációs folyamatokban, poszttranszlációs módosításokban, sejten belüli transzportfolyamatokban, szekréciós és számos más folyamatban, vagyis az emberi szervezet működésének nagyon fontos összetevői.

## Biokémia és funkcionális jelentőség

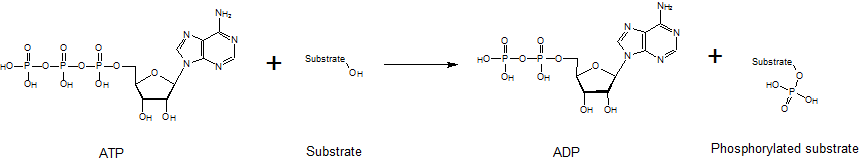
Egy kináz által katalizált általános reakció

A kinázok egy magas energiaszintű molekula (pl. ATP) és egy szubsztrát közötti foszfátrész átvitelében közvetítenek. Szükség van ezekre az enzimekre a reakció stabilizálásához, a foszfoanhidrid-kötés nagy energiatartalma miatt. A kinázok a foszforilcsoportot és a szubsztrátjukat a megfelelő helyre irányítják az aktív centrumukon belül, ezáltal felgyorsul a reakció. Emellett gyakran pozitív töltésű aminosav-maradványokat is felhasználnak, melyek elektrosztatikusan stabilizálják az átmeneti állapotot azáltal, hogy kölcsönhatásba lépnek a negatívan töltött foszfátcsoportokkal. Más kinázok az aktív helyük részét képező kofaktorok segítségével koordinálják a foszfátcsoportokat. A proteinkinázok katalitikusan aktív (kanonikus) vagy pszeudokinázoknak tekinthetőek, ugyanis az evolúció során egy vagy több olyan katalitikus aminosavat is elvesztettek, melyek az ATP enzimen való elhelyezésében vagy hidrolízisében vettek részt. Azonban a kinázok és a pszeudokinázok is fontos jelátviteli modulátorok, így jelentős terápiás célpontokat is jelentenek.
A kinázokat széles körben használják jelek továbbítására, valamint sejtek komplex folyamatainak szabályozására. A reakcióban résztvevő molekulák foszforilációja serkentheti és gátolhatja az aktivitásukat, illetve szabályozhatja a más molekulákkal való kölcsönhatásukat is. A foszforiláció és defoszforiláció azonban enzimeken (így pl. kinázokon) is végbe mehet, ezek az aktivitásukat befolyásolják, vagyis „ki-be kapcsolják” őket. A kinázokban fellépő mutáció teljes vagy részleges funkcióvesztéshez vezet, ami rákot és más betegségeket idézhet elő, beleértve például a leukémiát, neuroblasztómát, gliablasztómát, 14-es típusú spinocerebelláris ataxiát és különféle agammaglobulinémiát.

## Történet és osztályozás
Az első fehérjét, mely ATP felhasználásával egy másik protein foszforilációját katalizálta, Gene Kennedy figyelte meg 1954-ben. Ekkor írt le egy májban található enzimet, mely a kazein foszforilációját katalizálja. 1956-ban Edmond H. Fischer és Edwin G. Krebs fedezte fel a kapcsolatot a foszforiláz a és foszforiláz b között. Ezek az enzimek csak egy foszfátcsoportban különböznek egymástól, tehát foszforilációval és defoszforilációval egyik a másikba alakíthatóak. Azt a kinázt, mely a csoport átvitelében részt vesz, és foszforiláz b foszforilációjával foszforiláz a-t hoz létre, foszforiláz-kináznak nevezték el. Évekkel később az első kinázkaszkádot is azonosították, mely során a protein-kináz A (PKA) foszforilálta a foszforiláz-kinázt. Ugyanebben az időben figyelték meg, hogy a foszforiláció inhibíciót is eredményezhet, a glikogén-szintáz enzim PKA általi foszforilációja ugyanis gátlást eredményezett, az enzim inaktiválódott. 1969-ben Lester Reed észrevette, hogy a piruvát-dehidrogenáz foszforilációval inaktív formába kerül. Ez a felfedezés volt az első bizonyíték arra, hogy a foszforiláció a glikogén-anyagcserén kívül már metabolikus útvonalakban is szabályoz. Ugyanebben az évben fedezte fel Tom Langan, hogy a PKA a H1 hisztonfehérjét is foszforilálja, mely arra engedett következtetni, hogy ez a folyamat nemcsak enzimfunkcióval rendelkező fehérjéket szabályoz. Az 1970-es évek felfedezései között szerepeltek a kalmodulin-függő proteinkinázok, illetve az a meglátás, hogy egy fehérje több aminosava is foszforilálható lehet. Az 1990-es éveket a proteinkináz-kaszkádok évtizedeként tartják számon. Ekkor ismerték meg ugyanis a MAPK/ERK jelutat, a JAK-kinázokat (a protein tirozin kinázok családját) és a PIP3-függő kinázkaszkádot.
A kinázokat szubsztrátjuk milyenségétől függően sorolják a következő nagyobb csoportokba: proteinkinázok, lipidkinázok, szénhidrátkinázok. Széleskörűen elterjedtek, a baktériumoktól kezdve a penészgombákon és férgeken át az emlősökig számos fajban találkozhatunk velük. Több mint ötszáz különböző kinázt azonosítottak az emberben, diverzitásuk és szignalizációban betöltött szerepük érdekes tanulmányi tárgyat képeznek. Különböző más kinázok kisebb molekulákra hatnak. A specifikus kinázokat gyakran a szubsztrátjuk után nevezik el. A proteinkinázok sokszor több szubsztrátot kötnek magukhoz, illetve egy molekula több enzim szubsztrátját is képezheti. Emiatt a proteinkinázok az aktivitásukat szabályozó molekuláról kapják a nevüket (pl. kalmodulin-függő proteinkináz). Néha ezek alcsoportokra is bonthatóak, mert számos izoenzimforma létezik. Például az I-es és II-es típusú ciklikus AMP-függő proteinkinázoknak megegyezik a katalitikus alegyégük, de a regulátor (szabályozó) alegységük, mely a cAMP-t köti, már különböző.

## Proteinkinázok

Szignáltranszdukciós utak áttekintése. A fehérjék között számos kináz látható, beleértve a proteinkinázokat (pl. MAPK és JAK) és a lipidkinázok (pl. PI3K) is.

A proteinkinázok fehérjékre hatnak, foszforilálva őket a szerin, treonin, tirozin vagy hisztidin aminosavaikon. A foszforiláció számos módon módosíthatja egy fehérje működését. Növelheti vagy csökkentheti az aktivitását, stabilizáhatlja vagy megjelölheti mint lebontandó molekulát, meghatározott sejtkompartmentbe irányíthatja, kölcsönhatást létesíthet más fehérjékkel vagy megszüntetheti azt. A kinázok többségét a proteinkinázok teszik ki, és széles körben tanulmányozzák. Ezek a kinázok a foszfatázokkal egyetemben fontos szerepet töltenek be a fehérje- és enzimszabályozásban, valamint a sejtszignalizációban.
Számtalan példa van a kovalens módosításokra, melyeket a sejten belüli fehérjék végzik, és a foszforiláció is a kevés reverzibilis kovalens módosítás egyike. Ez az észrevétel magyarázatot adott a fehérjék foszforilációjának szabályozó mivoltára. Tehát a fehérjefunkciók szabályozására rengeteg lehetőség van, tekintve, hogy az allosztérikus szabályozás mellett még a különféle kovalens módosítások is beleszólhatnak a folyamatokba. Edwin Krebs a Hopkins-emlékelőadásában azt állította, az evolúció során az allosztérikus szabályozás elsősorban a sejten belüli szignálmolekulák felfogására alakult ki, míg a foszforiláció a sejten kívüli jelekére. Ez az ötlet összefüggésbe hozható azzal a ténnyel, hogy fehérjefoszforiláció gyakrabban figyelhető meg eukarióta sejtek esetében a prokarióta sejtekhez képest, ugyanis a komplexebb sejttípusnak a külső jelek szélesebb skálájára kell válaszolnia.

### Ciklin-dependens kinázok
A ciklin-dependens kinázok (avagy Cdk-k) egy sejtciklus szabályozásában résztvevő kinázcsoport. Fehérjék szerin és treonin aminosavain történik a foszforiláció, de ahhoz, hogy a Cdk-k aktiválódjanak, először egy ciklin fehérjéhez kell kapcsolódniuk. A különböző ciklinek specifikus Cdk-khoz kötődnek, mindegyik a sejtciklus különböző pontjain szabályoz. A foszforilációs állapot is kritikus tényező a Cdk-k aktivitása szempontjából, ugyanis ezek más kinázok (mint a Cdk-aktiváló kináz) és foszfatázok (pl. Cdc25) szabályozása alá tartoznak. Miután a Cdk aktiválódott, és foszforilálta az adott fehérjét, olyan folyamatok játszódnak le, melyek következtében a sejtciklus egy adott szakaszból egy következőbe léphet. Legismertebb feladatuk tehát a sejtciklus szabályozása, de a transzkripcióban (RNS-szintézisben), metabolikus folyamatokban és még más sejtfolyamatokban is fontos szerepet játszanak.
A sejtosztódás szabályozásában betöltött kulcsfontosságú szerepük miatt a rákos sejtekben gyakran hibás Cdk-k találhatóak. A bennük végbement mutáció kontrollálatlan sejtnövekedéshez vezet, a ciklus felgyorsul, így rövid idő alatt sok új sejt képződik. Cdk-mutáció figyelhető meg a limfómában, a mellrákban, a hasnyálmirigytumorban és a tüdőrákban. Ennek következtében kifejlesztett Cdk-inhibitorokkal kezelhető a rákos megbetegedések egy része.

### Mitogén-aktivált proteinkinázok
A MAP-kinázok (MAPK-k) a szerin-treonin kinázok egy családja, melyek számos extracelluláris növekedési faktorra válaszolnak. A növekedési hormon és az inzulin például mitogénstimuláló hormonok, melyek hatására beindul a MAPK-sejtút. A receptorszintű aktiválás egy szignalizációs kaszkádot indít el, mely során a Ras GTPáz enzim a GDP foszforilációját katalizálja, GTP-t eredményezve. Ezután a Ras aktiválja a Raf kinázt (más néven MAPKKK-t), ami aktiválja a MEK-et (MAPKK-t), a MEK pedig a MAPK-t (ERK-t), mely utóbbi a transzkripciós és transzlációs folyamatokban szabályoz. Míg a RAF és a MAPK szerin-treonin kinázok, a MAPKK a tirozin-treonin kinázok közé tartozik.

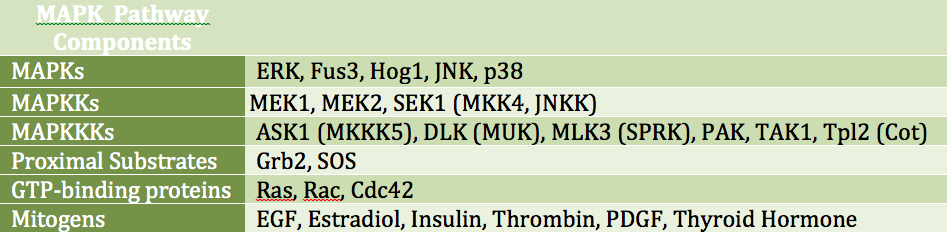
Különböző mitogén szignálok indítják be a MAPK jelátviteli utat, ezáltal elősegítik a sejtnövekedést, valamint a differenciációt egy kinázkaszkádon keresztül.

A MAPK közvetlenül és közvetett módon is képes szabályozni a transzkripciós faktorokat. Fő célpontjait képezik a következők: ATF-2, Chop, c-Jun, c-Myc, DPC4, Elk-1, Ets1, Max, MEF2C, NFAT4, Sap1a, STATs, Tal, p53, CREB és Myc. A MAPK a transzlációba is beleszólhat azáltal, hogy foszforilálja az S6-kinázt a riboszóma nagy alegységében, mindemellett a MAPK jelátviteli út korábbi szakaszainak komponenseit is foszforilálhatja, beleértve a Ras-t, Sos-t és magát az EGF-receptort is.
A MAPK-sejtútnak nagy szerepe lehet a rák kialakulásában, így ez egy klinikailag is jelentős folyamatsor. Kontrollálatlan sejtosztódás, majd tumor is kialakulhat; a jelátviteli úton belül bekövetkező mutációk ugyanis megváltoztatják annak a sejtdifferenciációra, a proliferációra (sejtosztódásra), a túlélésre és az apoptózisra gyakorolt hatását, melyek mindegyike érintett a különböző ráktípusok kialakulásában.

## Lipidkinázok
A lipidkinázok lipideket foszforilálnak a sejt plazmamembránjában és a belső membránrendszerben. A rájuk került foszfátcsoportok megváltoztathatják a lipid reakcióképességét, lokalizációját, illetve a jelátvitelben is fontos szerepet játszhatnak.

### Foszfatidilinozitol-kinázok

Az inzulin receptorhoz való kötődése lehetővé teszi, hogy a PI3-kináz a membránhoz kapcsolódjon, ahol foszforilálhatja a PI-lipideket.

A foszfatidilinozitol-kinázok a foszfatidilinozitolokat foszforilálják, és ezáltal olyan molekulák keletkeznek, mint a foszfatidilinozitol-3,4-biszfoszfát (PI(3,4)P2), foszfatidilinozitol-3,4,5-trifoszfát (PIP3),és a foszfatidilinozitol-3-foszfát (PI3P). A kinázok közé tartozik a foszfoinozitid-3-kináz (PI3K), a foszfatidilinozitol-4-foszfát-3-kináz és a foszfatidilinozitol-4,5-biszfoszfát-3-kináz is. A foszfatidilinozitol foszforilációs állapota jelentős szerepet játszik a sejtszignalizációban, mint például az inzulin-jelátviteli útban, az endo- és exocitózisban, valamint más szállítási folyamatokban is. Ezeknek a kinázoknak, például a PI3K-nak, a mutációja rákot vagy inzulinrezisztenciát okozhat.
A kináz enzimek nukleofilebbé teszik az inozitolok hidroxilcsoportját, gyakran egy aminosavoldalláncot felhasználva általános bázisként, mely deprotonálja a hidroxilcsoportot, és ezáltal a foszfátcsoport könnyebben hozzákötődik, vagyis nő a reakciósebesség. Ez látszik a lenti ábra mechanizmusán is, egy ATP és egy foszfatidilinozitol reakciójában. A „B”-ként jelölt bázis az enzim egy aminosavának az oldallánca, a foszfátdonor az ATP, mely a foszfátcsoportját a foszfatidilinozitolnak adja át. Termékként végül egy foszfatidilinozitol-3-foszfát és egy ADP keletkezik. Az enzimek (gyakran fémionokkal) abban is segítenek a két molekulának, hogy megfelelő térhelyzetben találkozzanak, a reakciót még gyorsabbá téve.

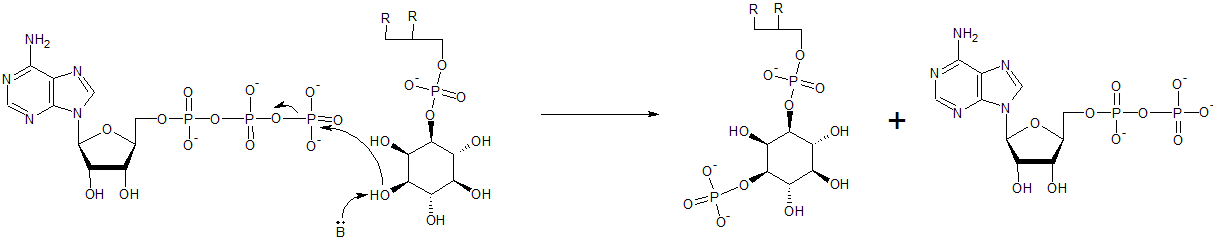
A foszfatidilinozitol-3-kináz mechanizmusa. Az ATP és a foszfatidilinozitol egymással reagál egy általános bázis (B) segítségével, így végül foszfatidilinozitol-3-foszfát és ADP keletkezik.

### Szfingozinkinázok
A szfingozinkinázok (SK) olyan lipidkinázok, melyek a szfingozin szfingozin-1-foszfáttá (S1P) alakulását katalizálják. A szfingolipidekről általánosságban elmondható, hogy ezek mindenütt előforduló membránlipidek. Aktivációja után a szfingozin-kináz a citoszolból a sejthártyára vándorol, ahol az ATP vagy GTP terminális foszfátcsoportja a szfingozinra kerül. A szfingozin-1-foszfát az S1P-receptorhoz (vagyis egy GPCR-receptorhoz) kapcsolódva G-proteinek által közvetített jelátviteli utakat szabályoz. A folyamatsor végén felszabaduló szignál intracelluláris effektorokat aktivál, például ERK-kat, Rho GTPázt, Rac GTPázt, PLC-t és AKT/P13K-t, de rögtön a célmolekulán is kifejtheti a hatását. A szfingozin-1-foszfát közvetlenül gátolja a hiszton-deacetilázok működését. Ezzel szemben a defoszforilált állapotú szfingozin elősegíti az apoptózist, vagyis meghatározza a sejt sorsát, ezért különösen fontos, hogy megértsük a szfingozin-kinázok szabályozását. A kutatások azt mutatják, hogy szerepük lehet a rákos sejtek növekedésében is, mert elősegítik a sejtosztódást, és az SK1 (a szfingozin-kinázok egy típusa) magas koncentrációban van jelen bizonyos rákos sejtekben.
Két szinfozin-kináz található egy emlős sejtben, az SK1 és az SK2. Az SK1 specifikusabb, mint az SK2, és az expressziós mintázatukban is különböznek egymástól. Az SK1 a tüdőben, a lépben és a leukocitákban fejeződik ki, míg az SK2 a vesében és a májsejtekben expresszálódik. Mivel részt vesznek a sejt túlélési, proliferációs, differenciációs és gyulladási folyamatainak szabályozásában, kemoterápiás kezelések alapját képezhetik a kinázinhibitorok.

## Szénhidrátkinázok
Az emlősök jelentős részénél a szénhidrátok nagy mértékben lefedik a szükséges napi kalóriabevitelt. Ahhoz, hogy a szervezet energiát nyerhessen ki belőlük, először monoszacharidokra kell őket bontania, hogy beléphessenek az anyagcsere-folyamatokba. A kinázok majdnem minden metabolikus útban fontos szerepet töltenek be. A fent látható ábra a glikolízis lépéseit mutatja be. Négy kináz által katalizált reakció látható rajta, ebből kettő valóban foszforilációval jár (a másik két esetben defoszforiláció történik, de az enzimek elnevezése során a velük megegyező, azonban ellentétes irányú reakciókat vették figyelembe.)
Hexo/glükokináz: Mindkét kináz a glükóz-glükóz-6-foszfát átalakulást katalizálja ATP felhasználásával, viszont a glükokináz specifikus a glükózra, csak a májsejtben található meg, és a glükóz-6-foszfát allosztérikusan nem gátolja, mint ahogy az a hexokináz esetében megfigyelhető. Ez a reakció a glikolízis első és egyben elkötelező lépése, hiszen a foszfátcsoport-áthelyezéssel a glükóz a sejten belül marad a negatív töltés következtében. A hexokináz génjében történő mutáció hexokináz-deficienciához vezethet, ami (nem spherocytosis okozta) hemolitikus anémiát idézhet elő.
Foszfofruktokináz: A fruktóz-6-foszfátból fruktóz-1,6-biszfoszfát keletkezik. Az átalakulás a fent említett reakcióhoz hasonlóan irreverzibilis, így az enzim működése is erősen szabályozott. A magas ATP- és citrátszint allosztérikusan gátolja, a foszfofruktokináz II- és AMP-szint emelkedése pedig serkenti a működését. Az előbbi molekulák nagyobb mennyisége azt jelenti, hogy a glikolízis fokozottan vagy megfelelően működik, az utóbbi pedig azt közvetíti, hogy a sejtnek több energiára, tehát fokozott glikolízisre van szüksége. A foszfofruktokináz nem megfelelő működése következtében foszfofruktokináz-deficiencia, másnéven Tauri-betegség alakul ki. Ez egy glikogénraktározási betegség, a fokozott izommunka izomkárosodást okozhat.

## Egyéb kinázok

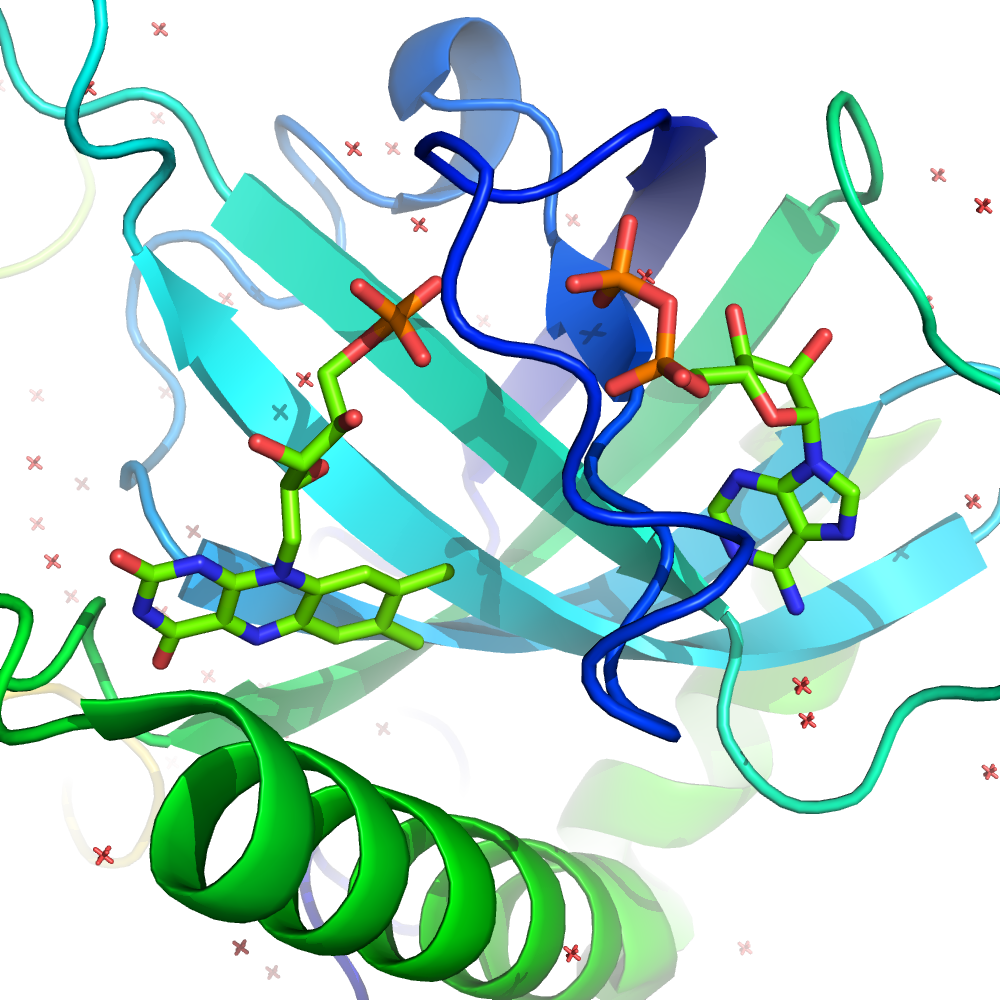
A riboflavinkináz aktív centrumához kötődő termékek: FMN (balra), ADP (jobbra). Az enzim koordinátái: PDB ID: 1N07.

A kinázok a fehérjéken, lipideken és szénhidrátokon kívül számos más molekulán is kifejthetik hatásukat. Néhány, mint a nukleozid-foszfát-kinázok és a nukleozid-difoszfát-kinázok nukleinsavak (DNS, RNS) reakcióját katalizálják. Kinázok szubsztrátja lehet még például a kreatin, 3-foszfoglicerát, riboflavin, dihidroxi-aceton vagy sikimisav is.

### Riboflavinkináz
A riboflavinkinázok a riboflavin foszforilációját katalizálják, melynek következtében flavin-mononukleotid (FMN) jön létre. A riboflavin az enzimhez kötődik, majd az ATP-hez kapcsolódik, végül pedig már csak a foszfátcsoport marad a molekulán. Kétszeresen pozitív töltésű kationok segítenek a nukleotid koordinálásában. Az általános mechanizmus a lenti ábrán látható.

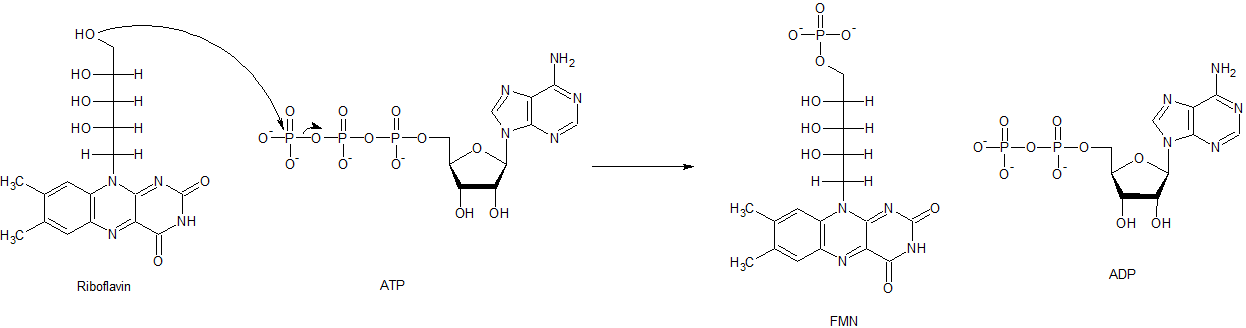
A riboflavinkináz által katalizált reakció mechanizmusa

A riboflavinkinázok fontos szerepet töltenek be az enzimműködésekben, az FMN ugyanis kofaktorként funkcionál, emellett pedig a flavin-adenin-dinkuleotid (FAD) prekurzor-molekulája, mely szintén jelentős mennyiségű enzim kofaktora. Vannak olyan kinázok, melyek mindkét reakció katalizálására képesek, azaz a riboflavin-FMN és az FMN-FAD átalakulásban is segédkeznek. Ezek a kinázok a jövőben segíthetnek a stroke megelőzésében, valamint annak kezelésében. Egerek esetében megfigyelték, hogy fertőzés során is érintettek lehetnek, változásokat idézve elő a riboflavin metabolizmusában.

### Timidinkináz
A timidinkináz a nukleozidkinázok egyike, mely a nukleozidok foszforilációjáért felelős. A timidinből így timidin-monofoszfát (dTMP) keletkezik ATP molekula felhasználásával. A foszfátcsoport timidinre való átvitele segít a nukleotidok szintjének szabályozásában, de ugyanez figyelhető meg más nukleotidok esetében is.

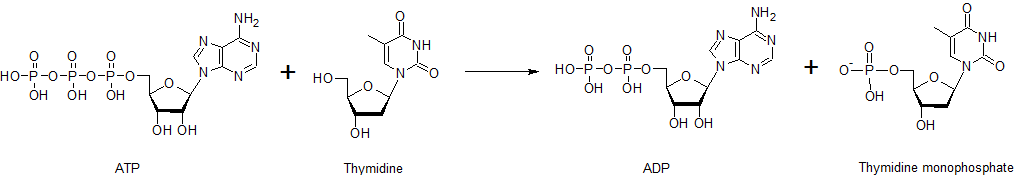
Timidin-kináz által katalizált reakció összefoglalva.

A dTMP molekula keletkezése után egy másik kináz, a timidilétkináz segít annak tovább foszforilálásában, létrehozva a dTDP molekulát. A nukleotid-difoszfát-kináz által jön létre a timidin-trifoszfát (dTTP), mely a DNS-szintézisben kerül felhasználásra. Emiatt a timidinkináz aktivitása szorosan összefügg a sejtciklussal, illetve tumormarkerként is használják a laborkémiában, így prognózist is lehet ez alapján készíteni. A timidinkináz génjében bekövetkező mutáció a mitokondriális depléciószindróma kialakulását okozhatja, ami már kisgyermekkorban halálhoz vezet.

## Fordítás
- Ez a szócikk részben vagy egészben  a   Kinase című angol Wikipédia-szócikk fordításán alapul.  Az eredeti cikk szerkesztőit annak laptörténete sorolja fel. Ez a jelzés csupán a megfogalmazás eredetét és a szerzői jogokat jelzi, nem szolgál a cikkben szereplő információk forrásmegjelöléseként.